# Lete (filla d'Eris)

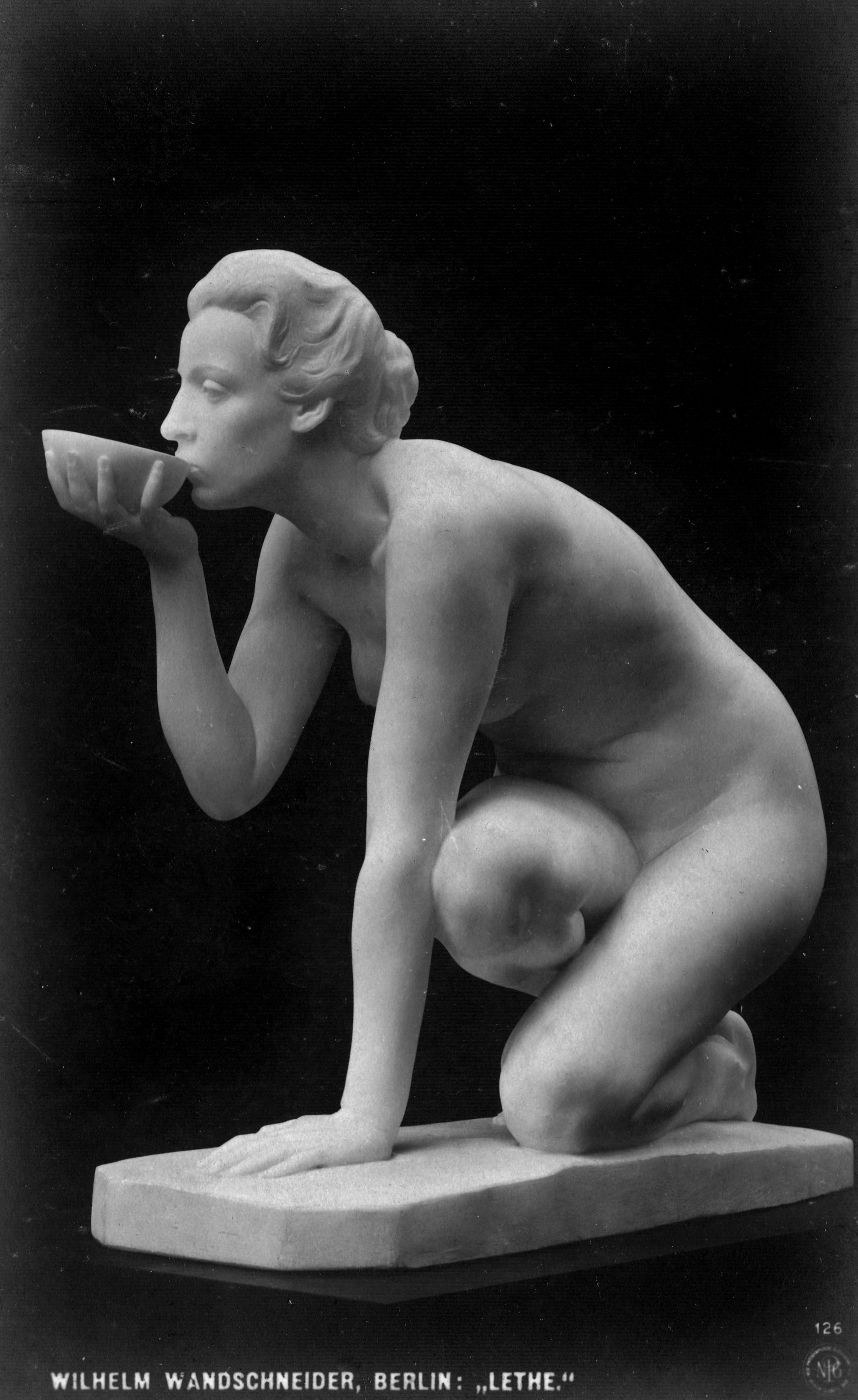
Wilhelm Wandschneider - Lete. 1908

Segons la mitologia grega, Lete (en grec antic Λήθη, Lethe), fou una divinitat, filla d'Eris, la Discòrdia, i segons una tradició, mare de les Càrites. Personifica l'oblit. Va donar el seu nom a una font, la Font de l'Oblit, que es trobava a l'Hades, de la qual bevien els morts per oblidar la vida a la terra. Plató es fa ressò d'algunes doctrines filosòfiques sobre la transmigració de les ànimes i explica que abans de tornar a un altre cos, lès ànimes bevien l'aigua d'aquesta font, que els esborrava la memòria del que havien vist als inferns.
Prop de l'oracle de Trofoni, a Lebadia, (Beòcia), hi havia dues fonts on havien de beure els consultants: la Font de l'Oblit (Lete) i la Font de la Memòria (Mnemòsine).
Lete es va convertir en una al·legoria, l'Oblit, germana de la Mort i del Somni. També es pot considerar la personificació del riu Leteu.